# Jozef Philipoom
Jozef "Jef" Philipoom (27 mei 1964) is een Belgisch carambolebiljarter die gespecialiseerd is in driebanden. 

## Levensloop
Hij werd Belgisch kampioen driebanden in 1995 en in 2002 en won de Beker van België in 1996. Een jaar eerder (1995) won hij te Praag het Europees kampioenschap driebanden, alsook het wereldkampioenschap te Grubbenvorst in deze discipline. 